# 大盛镇 (重庆市)
大盛镇，是中华人民共和国重庆市渝北区下辖的一个乡镇级行政单位。

## 行政区划
大盛镇下辖以下地区：
兴盛社区、东升社区、青龙村、大盛村、东河村、东山村、鱼塘村、云龙村、顺龙村、隆仁村、隆盛村、明月村、人和村、真理村、三新村、千盏村、天险洞村和菊花坝村。